# 东川站 (平安北道)
東川站（韓語：동천역）是朝鮮民主主義人民共和國平安北道铁山郡東川里的一個鐵路車站，属于鐵山線。

## 邻近车站
鐵山線
东林站 - 東川站